# Acropogon
Acropogon là một chi thực vật có hoa trong họ Malvaceae. Chi này là đặc hữu New Caledonia, chứa khoảng 24-25 loài. Các họ hàng gần nhất là các chi ở Australia: Argyrodendron, Brachychiton và Franciscodendron.

## Danh sách loài
Tính đến  tháng 10 năm 2015, The Plant List công nhận 24 loài:
- Acropogon aoupiniensis Morat, 1988
- Acropogon austrocaledonicus (Hook.) Morat, 1987
- Acropogon bosseri Morat & Chalopin, 2005
- Acropogon bullatus (Pancher & Sebert) Morat, 1987
- Acropogon calcicola Morat & Chalopin, 2007
- Acropogon chalopiniae Morat, 2005
- Acropogon domatifer Morat, 1988
- Acropogon dzumacensis (Guillaumin) Morat, 1987
- Acropogon fatsioides Schltr., 1906
- Acropogon francii (Guillaumin) Morat, 1987
- Acropogon grandiflorus Morat & Chalopin, 2003
- Acropogon jaffrei Morat & Chalopin, 2005
- Acropogon macrocarpus Morat & Chalopin, 2003
- Acropogon margaretae Morat & Chalopin, 2005
- Acropogon megaphyllus (Bureau & Poiss. ex Guillaumin) Morat, 1987
- Acropogon merytifolius Morat & Chalopin, 2003
- Acropogon moratianus Callm., Munzinger & Lowry, 2015[4]
- Acropogon paagoumenensis Morat & Chalopin, 2007
- Acropogon pilosus Morat & Chalopin, 2007
- Acropogon sageniifolia Schltr., 1906
- Acropogon schefflerifolius (Guillaumin) Morat, 1987
- Acropogon schistophilus Morat & Chalopin, 2003
- Acropogon schumanniana Schltr., 1906
- Acropogon tireliae Morat & Chalopin, 2007
- Acropogon veillonii Morat, 1988